# Leon al IV-lea Hazarul
Leon al IV-lea Hazarul (în greacă:Λέων Δ' ο Χάζαρος), (n. 25 ianuarie 750 d.Hr., Constantinopol, Imperiul Roman de Răsărit – d. 8 septembrie 780 d.Hr.) a fost împărat bizantin între 775 și 780, fiul lui Constantin al V-lea al Bizanțului și al primei lui soții, de origine hazară, Tzitzak (Çeçek, Çiçak; pe turcește Çiçek “Florica”), creștinată sub numele Irina (fiica hanului sau kaganului hazar Bihar).
Leon a fost numit co-împărat în 751 și s-a căsătorit cu Irina Ateniana în 769. În 775 i-a urmat tatălui său ca împărat. În 776 l-a numit pe fiul său co-împărat și i-a învins pe pretendenții Cristofor și Nicefor. În timpul domniei sale, s-a reluat războiul cu arabii.
Leon al IV-lea a fost tolerant față de iconoclaști, dar a restabilit un patriarh iconodul. Doar în 780, Leon a arestat și a ucis mulți oficiali iconoduli. Leon a voit să înceapă războiul cu bulgarii, dar a murit înainte de începerea lui.
Cu soția sa, Irina Ateniana, Leon al IV-lea a avut un copil:
- Constantin al VI-lea, împărat (780 - 797)